# Centrophorus robustus
Centrophorus robustus es una especie de elasmobranquio escualiforme de la familia Centrophoridae.